# Louise-Magdeleine Horthemels
Louise-Magdeleine Horthemels, o Louise-Madeleine Hortemels, també anomenada Magdeleine Horthemels (París, 1686 – íd., 2 d'octubre de 1767), va ser una gravadora francesa. De vegades també s'acredita amb el seu nom de casada, Louise Madeleine Cochin o Madeleine Cochin.

## Biografia
El registre parroquial de la parròquia de Saint-Benoit, a París, mostra que Louise-Magdeleine, batejada el 1686, era un dels sis fills de Daniel Horthemels, un llibreter, i la seva dona Marie Cellier. La família Horthemels havia vingut dels Països Baixos. Originàriament protestants, esdevingueren seguidors del teòleg catòlic romà holandès Cornelis Jansen i tenien vincles amb l'abadia parisenca de Port-Royal-des-Champs, el centre del pensament jansenista a França.
L'any 1713 Horthemels es va casar amb un altre gravador, Charles-Nicolas Cochin el Vell. Hi havia diversos gravadors més a la seva família extensa, incloent les seves dues germanes, Marie-Anne-Hyacinthe, que era l'esposa de Nicolas-Henri Tardieu, eminent gravador membre de l'Acadèmia des de 1720, i Marie-Nicole, que estava casada amb el retratista Alexis Simon Belle; i també els seu cunyat Frédéric Cochin. El fill de Louise-Magdeleine Horthemels, Charles-Nicolas Cochin el Jove, es va convertir en gravador de la cort del rei Lluís XV, dissenyador, escriptor i crític d'art.

## Activitat com a gravadora
Horthemels va estar activa a París com a gravadora de coure des de 1707 i durant gairebé cinquanta anys, i va produir més de seixanta làmines de coure signades.

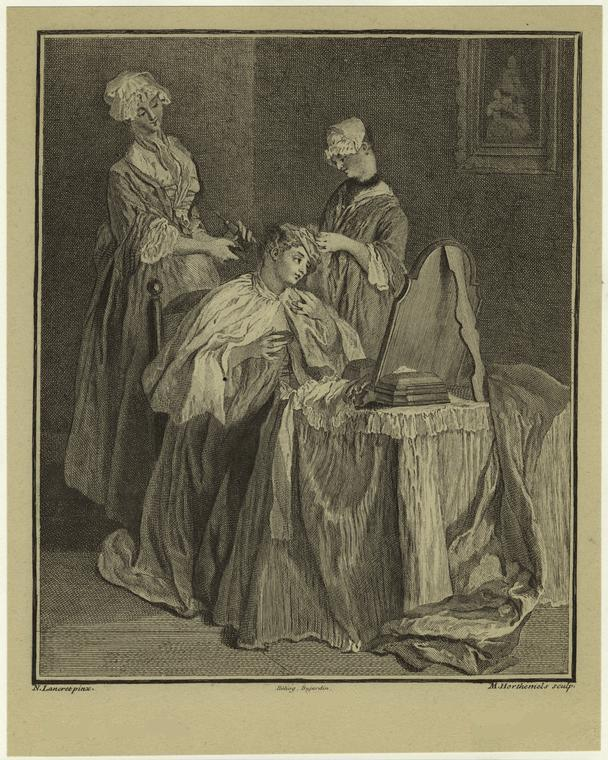
Dona a la perruqueria, per Nicolas Lancret, gravat per Horthemels

La seva primera obra publicada va ser un frontispici per a la novel·la d'Alain-René Lesage Le Diable boiteux (1707), que va signar com a Magdeleine Horthemels fec. Treballs posteriors estan signats, en canvi, com a Magd. Horthemels, L. Mag. Horthemels, M. Horthemels, Magd. Horthemels Sponsa C. Cochin, i Magdeleine Cochin.
Durant molt de temps es va creure que Louise-Magdeleine i les seves germanes Marie-Nicole i Marie-Anne-Hyacinthe signaven totes les obres amb el mateix nom com a Marie Horthemels, però un estudi acurat ha demostrat que l'obra signada de les germanes es pot distingir fàcilment. No obstant això, els membres de la família sovint treballaven junts en una única composició.

Louise-Magdeleine Horthemels va gravar pintures de Nicolas Poussin, Charles Le Brun, Antoine Coypel, Michel Corneille el Jove, Claude Vignon i Nicolas Lancret, i va produir il·lustracions per a una història de l'Hôtel des Invalides i per a una història del Llenguadoc, en col·laboració amb el seu marit Charles-Nicolas Cochin el Vell. Va dissenyar una sèrie de vint-i-tres làmines que representen les monges de l'abadia de Port-Royal i la seva vida quotidiana. L'abolició de l'abadia havia estat ordenada per una butlla del papa Climent XI el setembre de 1708, les monges restants foren retirades a la força el 1709, i la majoria dels edificis van ser arrasats el 1710, per ordre del Conseil du Roi de Lluís XIV.

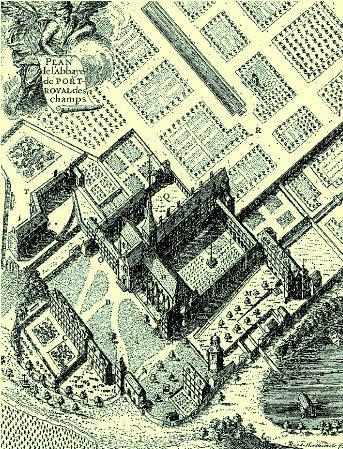
Plànol de l'Abadia de Port-Royal-des-Champs, gravat d'Horthemels, c. 1710

Horthemels va completar un gran plat anomenat Le feu d'artifice de la place de Navone, en honor a Giovanni Pannini, que havia estat iniciat pel seu fill Charles Nicolas Cochin. També va gravar retrats, com ara un gravat en coure del príncep James Francis Edward Stuart, a partir d'una pintura de principis del segle xviii del seu cunyat Alexis Simon Belle.
En les primeres obres d'Horthemels com a gravadora, hi ha una certa rigidesa de línia, mentre que s'hi accentua el detall arquitectònic. No obstant això, la seva habilitat consistia a gravar l'obra d'altres persones, on es revelava veritablement el seu geniː la seva mà estava aleshores segura, i el seu treball presenta una delicadesa i una claredat de tacte que van ser molt admirades en la seva època.
Es conserva obra seva, principalment al Museu Nacional de Port Royal des Champs, a la comuna de Magny-les-Hameaux, a Yvelines, i al Museu Lambinet de Versalles.

## Galeria

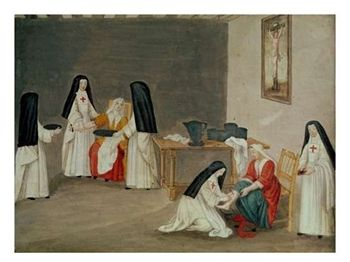
Caring for the Sick
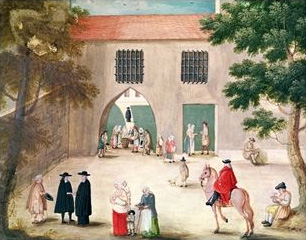
Distributing Alms to the Poor
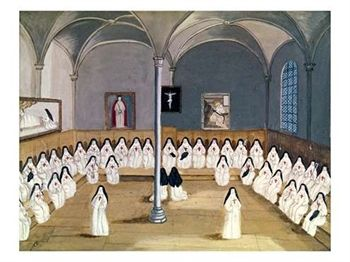
The Sisters of the Abbey
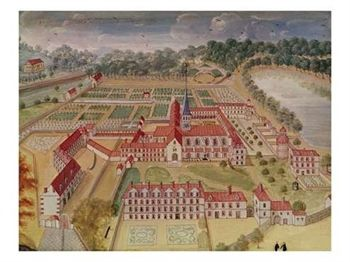
General View
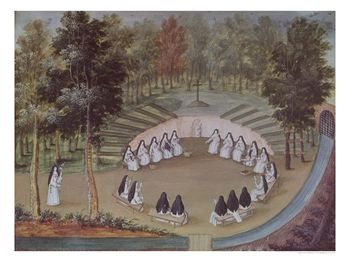
Nuns Meeting in Solitude
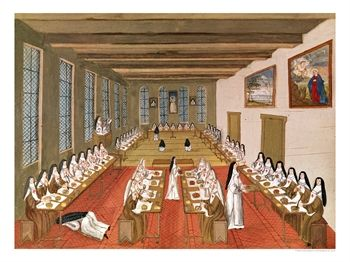
View of the Refectory